# Cratere Linpu
Linpu  è un cratere sulla superficie di Marte.